# ناحیه الموود، شهرستان کلی، مینه سوتا
ناحیه الموود (به انگلیسی: Elmwood Township) یک منطقهٔ مسکونی در ایالات متحده آمریکا است که در شهرستان کلی، مینه‌سوتا واقع شده‌است.
 ناحیه الموود ۹۲٫۴ کیلومتر مربع مساحت و ۳۷۱ نفر جمعیت دارد و ۲۸۲ متر بالاتر از سطح دریا واقع شده‌است.